# Kato Chorio (Kreta)
Kato Chorio (griechisch Κάτω Χωρίο (n. sg.)) ist ein Dorf in der Gemeinde Ierapetra auf der griechischen Insel Kreta. Zusammen mit den unbewohnten Siedlungen Thrypti und Psari bildet das Dorf die Ortsgemeinschaft Kato Chorio (Τοπική Κοινότητα Κάτω Χωρίου Topikí Kinótita Káto Choríou) mit 946 Einwohnern (2011). Das Dorf befindet sich an der engsten Stelle Kretas. Seine strategische Position, das Klima, das reiche Wasservorkommen und die fruchtbaren Böden sind mitunter Gründe, warum das Gebiet seit der Jungsteinzeit mehr als siebentausend Jahre besiedelt ist.
Eine Tonfigur mit einem geschätzten Alter zwischen sieben- und achttausend Jahren wurde hier gefunden. Ein großer Fund neolithischer Mikroplastiken offenbart die Geschichte und Bedeutung der Gegend um das Dorf Kato Chorio. Es soll eines der reichsten Dörfer der Provinz Ierapetra gewesen sein, und die sieben Kilometer, die es von der Stadt trennen, machte es für viele zu einem idealen Vorort.
Die Ortsmitte ist gekennzeichnet vom großen Platz (Platía) mit Platanen, Eukalyptus, Kiefern sowie einigen Tavernen und Kafenia.

## Sehenswürdigkeiten
- Die Kirche Metamorfosis Sotiros im Ort, wurde 1831 erbaut und verfügt über Holzschnitzereien verschiedener Stilrichtungen.
- Die Kirche der Hl. Dreifaltigkeit (Agia Triás) am südlichen Ende des Dorfes; eine einschiffige Basilika, erbaut im späten 17. Jahrhundert. Sie hat eine holzgeschnitzte Ikonostase und einen Bischofs-Thron aus dem 19. Jahrhundert.
- Die Kirche Mariä Himmelfahrt (Kimisis tis Theotokou), eine große dreischiffige Kirche, mit einer Kuppel. Dort werden alte Ikonen und Kirchenbücher aufbewahrt.
- Die Kapelle des Propheten Elias dominiert (fast) das gesamte Gemeindegebiet. Sie liegt auf einem Hügel oberhalb eines Dorfes mit Blick auf beide Meere.[2]